# Хекерлинг, Эми
Э́ми И. Хе́керлинг (англ. Amy I. Heckerling; 7 мая 1954, Бронкс, Нью-Йорк, США) — американский кинорежиссёр, сценарист, кинопродюсер и актриса. На её счету более 20-ти киноработ. Является лауреатом премий «National Society of Film Critics Awards» (1996), «American Film Institute Awards» (1998) и «Women in Film Crystal Awards» (1999).

## Биография
Эми И. Хекерлинг родилась 7 мая 1954 года в Бронксе (штат Нью-Йорк, США) в семье бухгалтеров. У Эми было еврейское воспитание и она помнит, что жилой дом, где она провела раннее детство, был полон людей, переживших Холокост. 

«У большинства из них были татуировки на руках и у меня было ощущение, что у всех этих людей были истории для рассказа. Это был интересный формирующий опыт»— вспоминает Хекерлинг
Родители Эми работали полный рабочий день и из-за этого она часто переезжала туда и обратно из своего дома в Бронксе, где Хекерлинг сидела дома весь день и смотрела телевизор в дом своей бабушки в Бруклине, которым она наслаждалась больше своего родного. Здесь она часто была в Кони-Айленде и смотрела фильмы всю ночь со своей бабушкой. В это время Эми любила телевидение, по которому она смотрела тонны мультфильмов и старых черно-белых фильмов, а её любимыми жанрами были гангстерские фильмы, мюзиклы и комедии; у неё было особое пристрастие к Джеймсу Кэгни.
Эми изучала кино и телевидение в Нью-Йоркском университете и получила степень магистра кино в «The American Film Institute».

## Личная жизнь
В 1981—1983 годах Эми была замужем за Дэвидом Брандтом.
В 1984—1985 годах Эми была замужем за кинорежиссёром Нилом Израэлом. У бывших супругов есть дочь — Молли Сара Израэл (род.05.09.1985).
Эми страдала нервной анорексией.

### Режиссёр
- 1982 — «Весёлые времена в школе Риджмонт» / Fast Times at Ridgemont High
- 1985 — «Отпуск в Европе» / National Lampoon’s European Vacation
- 1989 — «Уж кто бы говорил» / Look Who’s Talking
- 1990 — «Уж кто бы говорил 2» / Look Who’s Talking Too
- 1995 — «Бестолковые» / Clueless
- 1998 — «Ночь в Роксбери» / A Night at the Roxbury
- 2005 — «Офис» / The Office
- 2007 — «Я никогда не буду твоей» / I Could Never Be Your Woman
- 2012 — «Сплетница» / Gossip Girl
- 2013 — «Пригород» / Suburgatory
- 2013 — «Дневники Кэрри» / The Carrie Diaries

### Сценарист
- 1982 — «Весёлые времена в школе Риджмонт» / Fast Times at Ridgemont High
- 1989 — «Уж кто бы говорил» / Look Who’s Talking
- 1990 — «Уж кто бы говорил 2» / Look Who’s Talking Too
- 1993 — «Уж кто бы говорил 3» / Look Who’s Talking Now
- 1995 — «Бестолковые» / Clueless
- 2007 — «Я никогда не буду твоей» / I Could Never Be Your Woman

### Продюсер
- 1993 — «Уж кто бы говорил 3» / Look Who’s Talking Now
- 1998 — «Ночь в Роксбери» / A Night at the Roxbury

### Актриса
| Год  |   | Русское название | Оригинальное название | Роль                          |
| ---- | - | ---------------- | --------------------- | ----------------------------- |
| 1985 | ф | В ночи           | Into the Night        | официантка на корабле (камео) |